# Diores spinulosus
Diores spinulosus är en spindelart som beskrevs av Rudy Jocqué 1990. Diores spinulosus ingår i släktet Diores och familjen Zodariidae. Inga underarter finns listade i Catalogue of Life.